# Ivica Bednjanec
Ivica Bednjanec (Zagreb, 1. lipnja 1934. - Zagreb, 15. veljače 2011.), bio je hrvatski crtač stripa, pjesnik, humorist i scenarist. Bio je samostalni likovni umjetnik, nekada profesor na Grafičkoj školi u Zagrebu a više od 40 godina kontinuirano je objavljivao stripove, kojima je ujedno bio kompletni autor, kako scenarija tako i crteža. Riječ je o više od 2.000 tabli stripa, više od 1.000 scenarija, 3 knjige stripa. Stvorio je legendarni dječji strip - Duricu.

## Životopis
Nakon završene grafičke škole radio je kao litograf u Štamparskom zavodu "Ognjen Prica" u Zagrebu. Uz rad nastavlja školovanje te 1962. diplomira na višoj grafičkoj školi u Zagrebu. Svoje prve stripove počinje objavljivati 1952. godine (Stanoje Goranin - Vjesnikov zabavnik "Petko"). U to vrijeme stvara i prve grafičke dizajne. Prvu nagradu dobiva još 1957. godine-na natječaju "Narodne armije" nagrađen je njegov strip "Crveni se šuma". Od 1963. do 1968. godine nastaje opus njegovih stripova iz hrvatske povijesti - tridesetak kompletnih naslova. Od 1967. godine djeluje kao samostalni umjetnik i član ULPUH-a.
Godinama je predstavljao svoju zemlju na velikim svjetskim izložbama stripa: više puta u Montrealu (ujedno više puta uvršten u katalog odabranih radova); još 1978. godine s Mirkom Ilićem u Lucci; u Napulju (gdje je dobio i Pulcinellu 1984. godine). Iste godine dobiva nagradu "Andrija" u Ljubljani; na salonu stripa u Vinkovcima 1988. godine osvaja Grand Prix, a 1997. godine Nagradu za životno djelo i odlikovan je Redom Danice Hrvatske.
Širinom opusa autorski strip Ivice Bednjanca mogao bi se podijeliti prema tematici po ciklusima na povijesni, političku satiru,  sportski, dječji itd. A jedan od materijala je uvršten kao prateći pedagoški materijal u udžbeniku za nastavnike pedagoške psihologije. Otprilike u isto vrijeme, u produkciji "Zagreb filma", trebao je započeti serijal "Male ljubavi" prema "Durici" - autorovom najmlađem liku stvorenom za najmlađe (ali i one starije čitaoce/gledaoce). Inače, Durica je 12 godina izlazila u "Smibu", reviji za osnovce.
Ivica Bednjanec je bio jedan od najkvalitetnijih i najproduktivnijih hrvatskih autora stripa svih vremena. S obzirom na veličinu, širinu, kontinuitet i raznolikost njegova opusa, možda nisu pretjerane ocjene da je Ivica Bednjanec sve svoje stripove realizirao prema vlastitim scenarijima (što ga čini, pomalo paradoksalno, najproduktivnijim scenaristom našeg stripa), ovakve ocjene još više dobivaju na težini. Pa ipak rad ovog autora u našoj sredini nije bio adekvatno priznat, nego vrlo često prešućivan, ponekad čak i omalovažavan. Razloga za to ima više, a sam Bednjanec često je bez gorčine znao reći da su mu popularnost i čitanost njegovih stripova važniji nego priznanja raznih "stručnjaka". Bednjančeva velika produktivnost i insistiranje na komunikativnosti i lakoj čitljivosti priskrbili su mu epitet "pučkog zabavljača" i autora za djecu.
Njegovi stripovi bili su naprosto - stripovi. Nisu imali onaj, ponekad potrebni, začin "intelektualnog" i "umjetničkog". Uza sve to Bednjanjec se nije trudio kopirati inozemne uzore; bio je svoj, autentičan.  Rad Ivice Bednjanca uvjetno se može podijelili na dva područja, takozvani realistički strip, te grotesku u najširem smislu. Neka druga podjela mogla bi glasiti: stripovi za omladinu i stripovi za odraslu publiku. Tijekom 1960-ih godina nastao je veći dio iz ciklusa povijesnih stripova, stripova s tematikom iz Meksičke revolucije i stripova o sportu, dok se tematici NOB-a Bednjanec povremeno vraćao. Od 1968. godine započinje njegova suradnja s "Modrom lastom" gdje puna tri desetljeća paralelno nastaju dva serijala: "Osmoškolci i Genije" i "Lastan". Posebno je značajan Nježni, lik realiziran u dvije varijante: Nježni robijaš (1975. – 1976.) i Nježni sport (1976. – 1983.). Bednjanec je realizirao još nekoliko serijala: Iverku, Kika, Amicu, i najnoviji - Duricu. Među najkvalitetnije stripove njegovog opusa svakako se ubrajaju i dvije epizode započetog serijala Barun Trenk (1974).

## Nagrade
- 1984.: "Pulcinella" u Napulju, "Andrija" u Ljubljani
- 1988.: Grand Prix u Vinkovcima
- 1997.: Nagrada za životno djelo na Salonu stripa u Vinkovcima.
- 2006.: Nagrada za životno djelo ULUPUH-a
- 2012.:  Specijalna nagrada "Andrija Maurović" za životno djelo na području hrvatskog stripa (posthumano)
- Odlikovan je redom Danice hrvatske

## Objavljeni strip albumi
- "Nježni sport", Mladost, Zagreb 1980.
- "Osmoškolci", Privlačica, Vinkovci 1987.
- "Jasna i osmoškolci", Bubigraf, Zagreb 1994.
- "Durica", Školska knjiga, Zagreb 2003. ISBN 953-0-60206-5
- "Genije", CRŠ, Zagreb 2008. ISBN 978-953-974-23-8 nevaljani ISBN-4
- "Osmoškolci" (integral), Strip forum, Zagreb, 2011. ISBN 978-953-95862-6-1

## Vanjske poveznice
- Interview s Ivicom Bednjancem na stranicama vjesnik.com  Arhivirana inačica izvorne stranice od 22. rujna 2008. (Wayback Machine)
- Interview s Ivicom Bednjancem na stranicama nacional.hr[neaktivna poveznica]
- Ulupuh, sekcije članova, Ivica Bednjanec (životopis i bibliografija)